# Stefano di Alessandria
Stefano di Alessandria (in greco antico: Στέϕανος?, Stéphanos; 550 o 555 – 622) è stato un filosofo e scrittore bizantino, continuatore dello studio dell'alchimia in età bizantina e successore di Zosimo in questo ambito, influenzò gli alchimisti arabi.

## Biografia
Attivo tra il 580 e il 640 circa, fu l'ultimo rappresentante della scuola neoplatonica di Alessandria, letterato della corte dell'imperatore Eraclio I e docente all'università di Costantinopoli; fu dedito all'insegnamento di geometria, aritmetica, astronomia e musica e scrisse commentari alle opere di Platone e di Aristotele.
Suo discepolo fu San Sofronio di Gerusalemme, monaco, teologo e vescovo siriano che fu patriarca di Gerusalemme.

Stefano scrisse un commento al De interpretatione di Aristotele, un trattato astronomico-cronologico e una voluminosa opera ermetica con temi di alchimia dal titolo Stefano di Alessandria, filosofo universale e insegnante della grande e sacra arte. Sulla fattura dell'oro dove si evidenzia un fitto simbolismo:
Copie manoscritte del trattato di Stefano si trovano in diverse biblioteche in Europa con annessi quattro poemi, attribuiti a Eliodoro, Teofrasto, Ieroteo ed Archelao, ma per le caratteristiche stilistiche probabilmente composti dallo stesso autore su parti dell'opera di Stefano.
Nel Testamentum di Morieno, eremita vissuto nella Gerusalemme al tempo della conquista araba, si parla di come Stefano, che è soprannominato Adfar, abbia influenzato e sia stato alla base dell'alchimia araba, che prende spunto da lui.

## Opere
- Sull'arte grande e sacra[2]
- Sulla fabbricazione dell'oro[2]
- Lettera di Stefano a Teodoro, che comprende le teorie alchemiche sviluppate fino a quel tempo[2]